# ウィッチャー (テレビドラマ)
『ウィッチャー』（The Witcher）は2019年から配信されているアメリカ合衆国のダーク・ファンタジー・ドラマシリーズである。アンドレイ・サプコフスキによる小説シリーズ『ウィッチャー』に基づき、Netflixにより製作された。

## 概要
人間と、エルフ、ドワーフ、ハーフリングなどの非人間族が共存し、魔法や怪物が存在する世界の、いくつもの国に分かれた大陸を舞台とする。怪物を狩ることを生業とするウィッチャー（魔法剣士）であるリヴィアのゲラルト、魔法使いであるヴェンガーバーグのイェネファー、シントラ女王キャランセの孫娘で「シントラの仔獅子」と呼ばれるシリ（シリラ王女）が物語の中心である。
シーズン1は2019年12月20日に配信が開始された。
2019年11月13日にシーズン2の製作が発表され、2021年12月17日に配信された。シーズン3のVolume 1は2023年6月29日に配信され、Volume 2 は同年7月27日に配信予定である。さらにシーズン4の製作も決定し、主役はヘンリー・カヴィルが降板し、リアム・ヘムズワースに交代すると発表された。最終シーズンとなるシーズン5の製作が決定している。

## 登場人物

### メイン
- リヴィアのゲラルト - ヘンリー・カヴィル(S1〜S3)/リアム・ヘムズワース(S4〜)  : 怪物を狩ることを生業とする白髪のウィッチャー（魔法剣士）（吹替：東地宏樹）
- ヴェンガーバーグのイェネファー – アーニャ・シャロトラ : 魔法協会の構成員である魔法使い、4分の1エルフの血をひく（吹替：恒松あゆみ）
- シリ(シリラ) – フレイヤ・アーラン : シントラ王国のキャランセ女王の孫娘、“シントラの仔獅子”（吹替：近藤唯）
- ヤスキエル - ジョーイ・ベイティ（英語版） : 吟遊詩人（原作英訳ではダンデリオン）（吹替：小林親弘）
- ティサイア・ド・ブリエス - マイアンナ・バーリング（英語版） : アレツザの魔法学校校長（吹替：ちふゆ）
- イストレッド – ロイス・ピアソン（英語版） : 魔法使い、ストレゴボルの弟子 (吹替：森田了介)
- カヒル - エイモン・ファーレン（英語版） : ニルフガード王国の士官、黒い羽兜の騎士（吹替：浜田賢二）
- フリンギラ・ヴィゴ -  ミミ・ンディウェニ（英語版） : イェネファーと共に学ぶ魔法学校の生徒、後にニルフガードに仕える魔法使い (吹替：小若和郁那)
- ダーラ - Wilson Radjou-Pujalte : エルフの避難民の少年（吹替：末長柊人）
- トリス・メリゴールド -  アナ・シェイファー（英語版） : テメリア王国の宮廷魔術師 (吹替：武田華)
- ヴィルゲフォルツ - Mahesh Jadu : 魔法使い (吹替：佐久間元輝)
- フィラヴァンドレル - Tom Canton : エルフの王 (S1ではゲスト、S2からメイン) (吹替：川原元幸)
- フランチェスカ - Mecia Simson : エルフの魔法使い (S2-) (吹替：川庄美雪)
- ヴェセミル - キム・ボドゥニア : ゲラルトの師である最長老のウィッチャー (S2) (吹替：S1内田タ夜、S2佐藤祐四)
- ディクストラ - グレアム・マクタヴィッシュ : レダニア王に仕える諜報頭 (S3でメイン、S2でリカーリング)(吹替：清水明彦)
- フィリパ - Cassie Clare : レダニア王に仕える魔法使い (S3でメイン、S2でゲスト)(吹替：東内マリ子)
- ラドヴィッド王子 - Hugh Skinner : レダニアの王子、ヴィジミール王の弟 (S3)(吹替：武内駿輔)
- エムヒル - Bart Edwards : ニルフガード皇帝"白炎” (S1-S2ではゲスト、S3でメイン)

### リカーリング
- キャランセ女王 – ジョディ・メイ : シントラ王国の女王、シリラ王女の祖母、“シントラの雌獅子”
- マウスサック - アダム・レヴィ（英語版） : シントラ王国の宮廷ドルイド(エルミオン)（吹替：宮崎敦吉）
- ストレゴボル – ラース・ミケルセン : 魔法使い、イストレッドの師 （吹替：花輪英司）
- エイスト・トルシーチ王 – ビョルン・ヒーヌル・ハラルドソン（英語版） : キャランセ女王の夫 （吹替：志村知幸）
- レンフリ- Emma Appleton（英語版）  : 元王女の盗賊（吹替：沢城みゆき）
- ラズロ - Maciej Musiał（英語版） : キャランセ女王に仕える騎士
- ダネク - Tobi Bamtefa : キャランセ女王に仕える騎士
- サブリナ - Therica Wilson-Read : 魔法学校の生徒
- フォルテスト王 - Shaun Dooley（英語版） : テメリア王国の王 (吹替：上田燿司)
- アートリウス・ヴィゴ - Terence Maynard : 魔法使い、フリンギラの叔父 (吹替：木村雅史)
- エイスネ - Josette Simon（英語版） : ブロキロンの森のドリュアスの女王 (吹替：斉藤貴美子) -
- ドリュアスの将軍 - Nóra Trokán : エイスネに仕える
- ヤーペン・ジグリン - Jeremy Crawford : ドワーフの傭兵団の指導者でゲラルトの友人(吹替：松川裕輝)
- ランバート - Paul Billion : ゲラルトの友人のウィッチャー (S2) (吹替：鶴岡聡)
- コーエン - Yasen Atour : ゲラルトの友人のウィッチャー (S2) (吹替：田所陽向)
- エヴェラード - Nathanial Jacobs : ゲラルトの友人のウィッチャー (S2) (吹替：樋山雄作)
- リエンス  - Chris Fulton (S2), Sam Woolf (S3) : キャランセ女王に捕らえられていた魔法使い (S2-S3)(吹替：下川涼)
- リディア  - Aisha Fabienne Ross : リエンスを解放する魔法使い (S2-S3)
- ヴィジミール王 - Ed Birch : レダニア王 (S2-S3)(吹替：平野潤也)
- ヴォレス・メイア - Ania Marson (S2) (吹替：塩田朋子)

### ゲスト

#### シーズン1で登場
- マリルカ - ミア・マッケナ・ブルース（英語版） : ストレゴボルの使い
- シルヴァン - Amit Shah : ヤギと人間の混じったトルク
- オストリット - Jason Thorpe : テメリア王国の廷臣
- アダ- Jade Croot : テメリア王国の王女
- ヴィルフリル - Ben Lambert : エイダーン王国の王
- カリス - Isobel Laidler : ライリアの王妃
- パヴェッタ-  Gaia Mondadori : キャランセ女王の娘の王女、シリの母
- バニエル - Judit Fekete : 魔法使い
- アーレンワルドのアーケオン (ダニー) -  Bart Edwards : 呪いをかけられた騎士、シリの父
- 三羽烏のボルク - Ron Cook : 竜退治の隊長 (吹替：長克巳)
- テア - Adele Oni : ボルクの連れ
- ヴェア - Colette Dalal Tchantcho :ボルクの連れ

#### シーズン2で登場
- ニヴェレン - クリストファー・ヒヴュ : ゲラルトの旧友の魔法使い (吹替：坂詰貴之)
- ヴェリーナ - Agnes Born : 若い女性の姿の吸血鬼ブルクサ、ニヴェレンの伴侶
- エスケル - Basil Eidenbenz : ゲラルトの友人のウィッチャー (吹替：高橋英則)
- ネンネケ - 女神メリテレの寺院の女祭司でゲラルトの友人
- コドリンガー - サイモン・キャロウ : 探偵、フェンの相棒
- フェン - Liz Carr : 探偵、コドリンガーの相棒

#### シーズン3で登場
- ギャラテン - ロビー・アメル : スコイア＝テルのエルフの指揮官でカヒルの友人。

- アニカ - キャサリン・マコーマック : ゲラルトの母の友人のドルイド
- オットー - Dempsey Bovell : アニカとともにいる人狼
- ヘドウィグ王妃 - Tracy-Ann Oberman : レダニアのヴィジミール王の妃
- モルナー・ギアンカルディ - Giuseppe Lentini : ギアンカルディ銀行の頭取のドワーフ
- ファビオ - Stuart Thompson : ギアンカルディ銀行の行員
- エヴァ - Cal Watson : レダニア王国宮廷の侍女でフィリパの恋人
- テリン - Frances Pooley : 魔法で自分がシリだと思わされている少女
- ヴァルド - Nathan Laryea : ヤスキエルのライバルの宮廷詩人
- ミルヴァ - Meng'er Zhang : ブロキロンの森でドリュアドとともに暮らす弓の名手(吹替：生天目仁美)

## あらすじ

### 背景
ドラマの舞台となる世界では、"天体の合"と呼ばれる異変が起き、かつてエルフ、ドワーフなどが暮らしていた大陸に人間やハーフリング、ドリュアス、人狼、ヴァンパイアなどが出現した。エルフの魔法使いは人間に魔法を教えた。
その後、魔法使いたちは魔法協会を結成し、各国に派遣されて君主に仕えるようになる。ウィッチャー(魔法剣士)は強靭な肉体を持つように変異させられ、怪物退治を専業とする。
大陸には、ケイドウェン、レダニア、テメリア、エイダーンの4大国のほか、ライリア、リヴィア、シントラなどの小国が乱立している。南方の強大なニルフガード帝国はシントラを皮切りに北方諸国の侵略を狙う。

### シーズン1
シーズン1は、短編集『ウィッチャー短篇集１ 最後の願い』(The Last Wish)、そして短編集『ウィッチャー短篇集２ 運命の剣』(Sword of Destiny)に基づき、ウィッチャー・サーガの主要な出来事の前日譚を描く。ゲラルト、イェネファー、シリの行動が異なる時間軸で描かれる。
怪物退治を生業とするゲラルトの運命は、“驚きの法”によりシントラ王国のシリラ王女(シリ)と結びつけられる。貧しい佝僂病の少女だったイェネファーは魔法を学び、受胎能力と引き換えに美しい姿を得てエイダーン王国に長年仕えるが、失敗を犯して致仕し、子を持ちたいと願う。ゲラルトに出会い互いに魅かれる。
北方諸国の侵略を図るニルフガード帝国がシントラ王国を滅ぼし、強い魔力を持つシントラの王女シリはニルフガードの追手から逃亡した末にゲラルトに再会する。魔法使いたちの大多数は中立を決め込むが、フリンギラはニルフガードにつき、イェネファーは、さらに北方諸国を攻めようとするニルフガードと戦う魔法使いの一派に味方し、火の魔法でその軍を食い止める。

### シーズン2
シーズン2は、長編『ウィッチャーI エルフの血脈』(Blood of Elves )、そして長編『ウィッチャーII 屈辱の刻』(Time of Contempt)の序盤に基づく。
北方諸国はソドンの丘でニルフガード軍を破る。イェネファーはフリンギラに捕らえられるも、二人はエルフに捕らえられる。フリンギラはエルフとニルフガードの同盟を結ばせる。イェネファーはアレツザに戻るも裏切りを疑われ、捕虜になっていたカヒルと共に逃げる。カヒルはシントラに行く。北方諸国はニルフガードと同盟したエルフを憎み、エルフはニルフガード皇帝"白炎”エムヒルの策略で北方諸国の一つレダニア国中の幼児を魔法で殺す。
ゲラルトはシリを連れてウィッチャーの故郷ケィア・モルヘンに行き、魔法と剣の訓練を施す。かつてシリが破壊した一枚岩を通って、怪物たちがこの世界に転移してくる。イェネファーはゲラルトに再会する。魔物ヴォレス・メイアがシリの力を利用して故郷の世界に戻る。シリには強大な魔法の力があり、ウィッチャーを作り出す"古き血"が流れ、エルフの救世主と予言される。その父ダニーはニルフガード皇帝エムヒルであるとわかる。魔法協会、北方諸国、エルフ、そしてニルフガード帝国がシリを探し求め、ゲラルトとイェネファーはシリを守ろうとする。

### シーズン3
シーズン3は長編『ウィッチャーII 屈辱の刻』(Time of Contempt)に基づく。
ゲラルトとイェネファーはシリを守って逃げるも、ニエンス、さらにはフランチェスカ率いるエルフに狙われる。逃げきれないと悟りアレツザに行き、ニルフガードに対抗して北方諸国を団結させるため、秘密会議を催す。ニエンスの黒幕がストレゴボルだと信じて逮捕させるが、真の黒幕はヴィルゲフォルツだと知る。カヒルは皇帝エムヒルにフランチェスカ殺害を命じられるも、フランチェスカに会いシリ探索の協力を求める。レダニア王は魔法協会を手に入れるため、ディクストラとフィリパに命じてアレツザでクーデターを起こさせて失敗する。処罰を逃れるためにフィリパは王を暗殺しラドヴィッド王子を次王とする。ヴィルゲフォルツはシリを求めるエルフ軍やニルフガード軍をアレツザに引き入れて魔法協会を壊滅させ、ゲラルトと戦い重傷を負わせる。シリは砂漠に転送される。ティサイアは自殺する。
フランチェスカは我が子を殺す命令を出したエムヒルに復讐を誓う。ゲラルトとヤスキエルはシリを探す旅に出る。イェネファーら魔法協会の生き残りはヴィルゲフォルツに復讐を誓う。偽のシリがニルフガード皇帝とヴィルゲフォルツに迎えられる。本物のシリは盗賊団に加わる。

## エピソード

### シーズン1のエピソード
| 通算 話数 | シーズン 話数 | タイトル                                         | 監督                       | 脚本                             | 公開日         |
| --- | ------------- | ------------------------------------------------ | -------------------------- | -------------------------------- | -------------- |
| 1 | 1             | "終わりの始まり" "The End's Beginning"           | Alik Sakharov              | ローレン・シュミット・ヒスリック | 2019年12月20日 |
| リヴィアのゲラルトはキキモラと戦って倒し、ブラビケンの町に来る。酒場で元王女の盗賊レンフリに出会う。魔法使いのストレゴボルに、呪われて危険な存在であるレンフリを殺すよう依頼されるが、ゲラルトは断る。レンフリはゲラルトに会いに森に来て、ブラビケンを去るか死かの最後通告を受ける。その夜、レンフリはゲラルトを誘惑する。翌日、ゲラルトは町の市場でストレゴボルを殺そうとするレンフリと戦って殺す。死の間際、レンフリは予言をする。ストレゴボルはレンフリを解剖しようとするが、ゲラルトが阻む。 シントラ王国がニルフガード王国に侵略されて敗北し、シリラ王女（シリ）は重傷を負った祖母キャランセ女王により逃がされ、リヴィアのゲラルトを探すよう命じられる。逃走中のシリはニルフガードの士官のカヒルに捕らえられるが、燃え落ちる街を見て魔力を発揮し逃げる。 |               |                                                  |                            |                                  |                |
| 2 | 2             | "4マルク"                                        | Alik Sakharov              | Jenny Klein                      | 2019年12月20日 |
| せむしの少女イェネファーは魔力を発揮して”門”を開き、父親に4マルクでアレツザの魔法学校の学長のティサイア・ド・ブリエスに売られ、魔法を学ばされる。劣等生となったイェネファーはイストレッドと友人になり、実の父が半エルフであると明かす。だがイストレッドは師のストレゴボルの命で、イェネファーをスパイしている。ティサイアはイェネファーの目の前で3人の生徒を鰻に変え、アレツザに魔法を導くために使う。 ゲラルトはポサダで盗賊退治に雇われ、吟遊詩人のヤスキエルと道連れになる。二人はヤギと人間の混じったトルクのシルヴァンに出会い、倒されて気を失う。二人は洞穴で目覚めてエルフの王フィラヴァンドレルに会い、ゲラルトは人間に奪われた土地の代わりにより良い土地を見つけるよう助言する。王は二人を殺さずに解放する。 森をさまようシリはダーラに助けられ、難民キャンプを見つける。キャンプはカヒルの軍に襲われるが、エルフであるダーラに救われる。 |               |                                                  |                            |                                  |                |
| 3 | 3             | "裏切りの月" "Betrayer Moon"                     | Alex Garcia Lopez          | Beau DeMayo                      | 2019年12月20日 |
| イェネファーとイストレッドは恋人となり、修業を終える。魔法協会は卒業生の任地を話し合い、ストレゴボルの主張通り、イェネファーを希望するエイダーンではなくニルフガードに送ると決める。イェネファーはイストレッドと別れ、子をなす能力を犠牲にして肉体の改造を受ける。イェネファーはエイダーン王を誘惑して助言者の地位を得る。 ゲラルトは怪物が人々を襲うテメリア王国に赴く。フォルテスト王の宮廷魔術師であるトリス・メリゴールドの助けで、怪物の正体が呪いによって生まれたストリガであり、王と妹のアダ王女の近親相姦の子であることを知る。アダの恋人だった廷臣のオストリットが呪いをかけたことを告白する。オストリットを囮にしてストリガをおびき出し、夜明けまで戦って墓から遠ざけ、呪いを解いて姫を人間の姿に戻す。 シリは深い森に入る。 |               |                                                  |                            |                                  |                |
| 4 | 4             | "宴、命、葬" "Of Banquets, Bastards and Burials" | Alex Garcia Lopez          | Declan de Barra                  | 2019年12月20日 |
| エイダーン王に仕えて30年後、イェネファーはライリアのカリス王妃と旅する途中で暗殺者に襲われる。イェネファーは次々と”門”を開いて逃げるが、暗殺者は追跡してカリスを殺す。イェネファーが抱いて逃げた幼児も死ぬ。 ゲラルトとヤスキエルはキャランセ女王の娘のパヴェッタ王女の求婚式に出席する。ニルフガードからの求婚者は退けられるが、呪いにより半分ハリネズミの姿となった騎士アーレンワルドのアーケオンが現れ、かつてパヴェッタの父ログネル王を救った際の”驚きの法”の約束により、パヴェッタ王女に求婚する。パヴェッタは騎士をダニーと呼んで求婚を受け入れる。キャランセがアーケオンを拒否して刺そうとしたとき、パヴェッタが”古き力”を発揮して嵐が起きる。ゲラルトが嵐を鎮め、キャランセは”驚きの法”に従ってダニーとパヴェッタを結婚させ、ダニーの呪いは解ける。ダニーはゲラルトに報酬を与えようとし、ゲラルトは”驚きの法”により”知らぬうちに手に入れたもの”を望む。パヴェッタがダニーの子を身ごもっていることがわかる。 シリとダーラはブロキロンの森でドリュアスの女王エイスネに会う。カヒルと魔法使いのフリンギラはシリの居場所を知る。 |               |                                                  |                            |                                  |                |
| 5 | 5             | "内なる望み" "Bottled Appetites"                 | Charlotte Brändström       | Sneha Koorse                     | 2019年12月20日 |
| イェネファーはエイダーンでの失敗の後、魔法協会を離れつまらない魔法を売って生計を立て、子供を望む。ティサイアがアレツザに呼び戻しに来るが断る。ゲラルトが呼び出したジンがヤスキエルに呪いをかけたため、ゲラルトはイェネファーに治療を頼む。イェネファーはヤスキエルを治し、ジンを自らの体に捕らえようとして危険にさらされる。ゲラルトは第3の願いを使ってジンを解放し、イェネファーを救う。二人は互いに魅かれる。 カヒルに雇われたドップラーはシントラ宮廷付きのドルイドのマウスサックの姿を奪って殺す。 エイスネはブロキロンの森に滞在することをシリに許すが、マウスサックに化けたドップラーがシリとダーラを連れ出す。 |               |                                                  |                            |                                  |                |
| 6 | 6             | "神秘なる生物" "Rare Species"                    | Charlotte Brändström       | Haily Hall                       | 2019年12月20日 |
| ゲラルトとヤスキエルはボルク率いる竜退治の隊に加わり、イェネファーに再会する。イェネファーの同伴の騎士が殺され、リーヴァースらが姿を消す。ドワーフは隊を危険な近道に導く。ボルクとその連れは谷底に落ちる。ゲラルトとイェネファーは元の鞘に戻る。ゲラルトらが竜の巣に着くと、緑竜が死んでいる。ゲラルトとイェネファーは黄金の竜の正体を明かしたボルクとその連れとともにリーヴァースらと戦って竜の卵を守り、ボルグは竜の歯を報酬としてドワーフに与える。ゲラルトは、ジンに望んだ第3の願いにより二人の運命が結びつけられたとイェネファーに打ち明ける。イェネファーは去る。 ドップラーの化けるマウスサックは正体を現し、ダーラは倒されてシリは逃げる。カヒルはドップラーの化けたシリに会い、乱闘の末ドップラーは逃げる。ダーラは真のシリの縄を解いて立ち去る。 |               |                                                  |                            |                                  |                |
| 7 | 7             | "崩壊の前に" "Before a Fall"                     | Alik Sakharov & Marc Jobst | Mike Ostrowski                   | 2019年12月20日 |
| ニルフガードのシントラ侵略が迫り、ゲラルトは”驚きの法”によりシリを引き取ろうとする。だがキャランセ女王はゲラルトの暗殺を謀り、偽のシリを引き渡そうとし、さらにはゲラルトを捕える。イェネファーはイストレッドに再会したのち、ヴィルゲフォルツとともにアレツザに戻り魔法協会の会合に出る。ヴィルゲフォルツはニルフガードに対抗してシントラを守るよう主張し、フリンギラはニルフガードを弁護する。投票の結果、協会は中立を守るが、ヴィルゲフォルツ、ティサイア、イェネファーはニルフガードと戦うことを選ぶ。ニルフガードがシントラを破り、重傷を負ったキャランセはゲラルトにシリを託そうとするが、すでにゲラルトは牢を破って逃げており、キャランセは自殺する。 現在、シリは親切な女から馬を盗んでスケリッジに向かう。シントラ人の知り合いに襲われたシリは魔力を発揮する。 |               |                                                  |                            |                                  |                |
| 8 | 8             | "運命を越えて" "Much More"                       | Marc Jobst                 | ローレン・シュミット・ヒスリック | 2019年12月20日 |
| イェネファー、ヴィルゲフォルツ、ティサイア、サブリナ、トリスらはソドンの丘の砦にこもり、シントラから北方諸国の侵略に向かうニルフガード軍を食い止めようとする。彼らはフリンギラ率いるニルフガード側の魔法使いと戦うが劣勢となる。ティサイアはフリンギラに魔法を封じ込められ、ヴィルゲフォルツは裏切り者であることがわかる。イェネファーは強力な火の魔法を呼び敵軍を倒すが姿を消す。シントラから逃げたゲラルトはゾンビのごとき怪物から男を救おうとして噛まれ意識を失って男に救われ、譫妄の中で母ヴィセーニャの夢を見る。シリが目覚めると馬や人々が死んでいる。シリは馬を盗んだ相手の女に連れられてその家に行き、ゲラルトに再会する。 |               |                                                  |                            |                                  |                |

### シーズン2のエピソード
| 通算 話数 | シーズン 話数 | タイトル                                 | 監督              | 脚本                                    | 公開日         |
| --- | ------------- | ---------------------------------------- | ----------------- | --------------------------------------- | -------------- |
| 9 | 1             | "ひとかけらの真実" "A Grain of Truth"    | Stephen Surjik    | Declan de Barra                         | 2021年12月17日 |
| ソドンの丘で北方諸国はニルフガード軍に勝利するが、イェネファーの行方は知れず死んだものと諦められる。ティサイアはニルフガード軍の狙いを知るためにカヒルを拷問する。ゲラルトはシリを連れてウィッチャーの故郷ケィア・モルヘンに向かう。途中の無人の村で旧友の魔法使いニヴェレンの館を訪ねるが、ニヴェレンは心を保ちながら獣の姿に変身している。ゲラルトは、若い女性の姿をした吸血鬼ブルクサのヴェリーナが村人を殺し、ニヴェレンの血を吸っていたことを知って戦う。ゲラルトがヴェリーナを殺すと、ニヴェレンの呪いは解けて人の姿に戻る。かつて女司祭を犯したために呪いをかけられ、ヴェリーナを愛するあまりその所業に目をつぶっていたと告白する。 イェネファーはフリンギラとニルフガード兵の残党に捕らえられている。シントラに向かう途中で何者かに襲われ、二人だけが残される。 |               |                                          |                   |                                         |                |
| 10 | 2             | "ケィア・モルヘン" "Kaer Morhen"         | Stephen Surjik    | Beau DeMayo                             | 2021年12月17日 |
| イェネファーとフリンギラは捕らえられてエルフのキャンプに連れてこられ、エルフ王フィラヴァンドレルと妊娠した魔法使いフランチェスカに会う。滅びゆくエルフはフランチェスカの見た予言者イスリンの夢に従い、遺跡を発掘している。イェネファーとフリンギラはそれぞれの夢をフランチェスカに打ち明け、謎を解いて地下への階段が開く。3人は地下に降り、それぞれ別々の幻を見る。その結果、フリンギラはニルフガードとエルフの同盟を追及することにし、イェネファーは自由になるも魔法を失う。 ゲラルトとシリはウィッチャーの故郷ケィア・モルヘンに来て、友人たちに迎えられる。木の怪物レーシーを倒したエスケルは、戦利品としてその腕を持ち帰り、女たちを呼び入れて祝う。かつてゲラルトを訓練したヴェセミルは、ゲラルトを守ったのではなく戦い方を教えたと語る。エスケルはレーシーに感染させられて暴れるが、ゲラルトとヴェセミルに殺される。ゲラルトはシリに剣の使い方を教え始める。 |               |                                          |                   |                                         |                |
| 11 | 3             | "失われたもの" "What Is Lost"            | Sarah O'Gorman    | Lauren Schmidt Hissrich & Clare Higgins | 2021年12月17日 |
| 魔法を失ったイェネファーは一か月ぶりにアレツザに戻るが、不在の間に疑惑の的になっている。ストレゴボルはイェネファーを強制的に尋問しティサイアに止められる。疑惑を晴らすため、イェネファーはカヒルの処刑を命じられる。魔法協会と北方諸侯が見守る公開処刑の場で、イェネファーはカヒルを解放し二人で逃げ出す。 ヴェセミルがレーシーと化したエスケルを調べた後、ゲラルトとともに骸を葬る。ゲラルトの不在中、ランバードとコーエンがシリに障害物訓練に挑ませる。ゲラルトはシリに魔力があると考え、二人でレーシーを探す。多足類の怪物がレーシーを殺した後にシリを襲うが、ゲラルトに殺される。 フリンギラはエルフたちをニルフガード占領下のシントラに連れて来て食べ物と住処を与える。 |               |                                          |                   |                                         |                |
| 12 | 4             | "レダニアの策略" "Redanian Intelligence" | Sarah O'Gorman    | Sneha Koorse                            | 2021年12月17日 |
| トリスがシリの魔法を訓練するためにケィア・モルヘンに来る。レーシーと多足類の怪物の死骸を調査し、どちらにも一枚岩を形作る物質ステラサイトが含まれていることを知る。シリは、シントラ侵攻時に一枚岩を割って倒したことを思い出す。トリスは"門"を開き、一枚岩を研究するイストレッドのもとにゲラルトを送り込む。ヴェセミルは、シリの体にはウィッチャーを変異させる"古き血"が流れることに気づく。 ニルフガードがエルフと組んだため、北方諸国はエルフをさらに虐待する。指名手配されたイェネファーとカヒルは港町に来て、イソシギと名乗りエルフたちを救いシントラに送りこむヤスキエルに再会し、シントラ行きを頼む。レダニア王に仕えるディクストラはシントラ侵攻をもくろみ、捕らえていたエルフのダーラを用いる。ダーラ、カヒル、イェネファーはヤスキエルの手配でシントラ行きの船に乗る。 |               |                                          |                   |                                         |                |
| 13 | 5             | "運命に背を向けて" "Turn Your Back"      | Edward Bazalgette | Haily Hall                              | 2021年12月17日 |
| リディアがシリを探す条件でディメリティウムの牢から禁じられた火の魔法使いのリエンスを解放する。イェネファーは船を降り、リエンスが捕らえたヤスキエルを救出する。だが二人は警備隊に捕らえられる。イェネファーは"不死なる母"を呼び出して姿を消し、シリをシントラの黒い扉に連れてくるよう命じられる。 ゲラルトとイストレッドは、シリが倒したステラサイトの一枚岩を調べるためにシントラの郊外に行く。イストレッドは、一枚岩が怪物をこの世界にもたらす"門"だと考える。イェネファーは生きており、イストレッドは彼女を探すためにシントラに来たとゲラルトに語る。ヴェセミルは、かつて"天体の合"が世界にもたらした怪物を退治するため、魔法使いが"古き血"を使って人間をウィッチャーに変異させたとシリに語り、新たにウィッチャーを作り出すために血の提供を求める。シリは自分がウィッチャーになる条件を出す。トリスは阻止するため、シリの力の秘密を知る儀式を行い、「古き血の子は世界を滅ぼす」との予言を聞く。ゲラルトの助けを呼ぶシリの声で、翼のある怪物がゲラルトとイストレッドの前に現れ、飛び去る。ゲラルトは"門"を開かせてケィア・モルヘンに戻り、シリの変異を思いとどまらせる。 カヒルとダーラはシントラに着く。カヒルはフリンギラとフランチェスカに迎えられる。 |               |                                          |                   |                                         |                |
| 14 | 6             | "親愛なる友へ..." "Dear Friend"          | Louise Hooper     | Matthew D'Ambrosio                      | 2021年12月17日 |
| リエンスがシリを探してケィア・モルヘンに来て、トリスおよびヴェセミルと闘い、シリの古き血から作られた変異源を盗む。ゲラルトはシリをメリテレの寺院に連れて行く。途中で翼のある怪物に襲われるも、ゲラルトが倒す。寺院で旧知の女祭司ネンネケに再会し、シリに魔力の制御方法を教えるよう頼む。イェネファーが寺院に来てゲラルトに再会する。リエンスがシリを求めて寺院に来る。ゲラルトがリエンスの手下と闘う間、イェネファーはシリに"門"の開き方を教え、二人は転移して逃げる。リエンスも脱出する。イストレッドはシリがエルフの伝説の戦士ララ・ドレンと関係していると知る。フランチェスカが久しぶりにエルフの子を出産する。カヒルはフリンギラに皇帝エムヒル"白炎"がシントラを訪問する予定であると教える。トリスはアレツザに行き、ティサイアにシリの古き血のことを教える。 |               |                                          |                   |                                         |                |
| 15 | 7             | "ヴォレス・メイア" "Voleth Meir"         | Louise Hooper     | Mike Ostrowski                          | 2021年12月17日 |
| ゲラルトはシリとイェネファーを探すため、ヤスキエルを牢から解放する。魔物のヴォレス・メイアである"不死なる母"とイェネファーが組んだことを知る。旧友のドワーフであるヤ―ペン・ジグリンに再会する。シリは転移先で自分を保護した家族がリエンスに殺されたのを目にし、ゲラルトを案じてイェネファーと共にシントラへ向かう。道中、イェネファーはシリの力の強さを目にする。シリはイェネファーの心を読んで自分をおびき寄せる"不死なる母"のたくらみを知り、思わず力を発揮してニルフガード兵を引き寄せてしまう。ゲラルトやドワーフらが駆け付けてニルフガード兵を倒す。ヤスキエルとヤーペンに頼み、シリをケィア・モルヘンに送る。ヴォレス・メイアは閉じ込められていた小屋から逃げ、シリにとりつく。ニルフガードの皇帝のシントラ訪問が迫る中、フランチェスカに子が生まれたためにエルフたちは再建に関心を持ち始め、ニルフガードと同盟して戦うことに関心を失い始める。立場の弱まったフリンギラは密かに叔父のアートリウス・ヴィゴ に相談し、カヒルを残し、反抗するニルフガード軍の将官たちを殺す。フランチェスカの幼児が暗殺される。ティサイアがヴィルゲフォルツにシリのことを漏らしたためにトリスは怒る。 |               |                                          |                   |                                         |                |
| 16 | 8             | "家族" "Family"                          | Ed Bazalgette     | Lauren Schmidt Hissrich                 | 2021年12月17日 |
| ケィア・モルヘンでは、ヴォレス・メイアはシリにとりついて幸せな家族の夢を見させ、その間にウィッチャーを殺し始める。ゲラルトとイェネファーもケィア・モルヘンに来る。イェネファーとヤスキエルはヴォレス・メイアをシリの体から追い出す薬を作る。ウィッチャーに追い詰められたシリは広間に隠されていた一枚岩を破壊し、門を開いて怪物たちを出現させてウィッチャーと闘わせる。イェネファーは自分の体を差し出してヴォレス・メイアに取りつかせ、シリは解放され夢から覚める。シリは門を開いて自分とイェネファー、ゲラルトを別世界に送り込む。別世界で、ヴォレス・メイアは自らイェネファーの体を去る。狩猟団がシリを誘拐しようとするが、3人はケィア・モルヘンに戻る。イェネファーには魔力が戻る。ゲラルトは、天体の合でこの世界に来たヴォレス・メイアが元の天体に戻ろうとしてシリを操ったと悟る。魔法協会と北方諸国はシリの生存を知って追っ手をかける。子を殺されたフランチェスカは、ダーラがレダニアに送り込まれたことを聞き、復讐にレダニア中の人間の幼児を殺す。イストレッドはエルフに捕らえられ、シリに"古き血"が流れると教え、フランチェスカはシリがイスリンの予言する救世主だと悟る。ニルフガード皇帝"白炎"エムヒル、実はシリの父ダニーがシントラに着き。フランチェスカの幼児を暗殺させたことを明かし、フリンギラとカヒルを逮捕させる。ゲラルトは多くの者がシリを探していると知り、イェネファーとともにシリを守ろうとする。 |               |                                          |                   |                                         |                |

### シーズン3のエピソード
| 通算 話数 | シーズン 話数 | タイトル                                                              | 監督            | 脚本                              | 公開日        |
| --- | ------------- | --------------------------------------------------------------------- | --------------- | --------------------------------- | ------------- |
| 17 | 1             | "シーラウェッド" "Shaerrawedd"                                        | Stephen Surjik  | Mike Ostrowski                    | 2023年6月29日 |
| ゲラルト、イェネファー、シリは逃避行を続け、シリは魔法を学ぶが苦労する。ヤーペンのもとに滞在し、リエンスの操る怪物ジャカペースに襲われる。3人はヤスキエルの助けを求め、シリを囮にしシーラウェッドの廃墟で敵を待ち受ける。リエンスに襲われ、さらにフランチェスカ率いるエルフにまで襲われたため、リエンスを取り逃がす。イェネファーとシリはリエンスの背後に強大な魔法使いがいることを悟り、ゲラルトと別れてアレツザに向かう。レダニア王ヴィジミールはディクストラとフィリパがシリを捕らえられないことに失望し、弟のラドヴィッド王子に頼る。ヤスキエルは密かにラドヴィッドおよびフィリパに通じる。 |               |                                                                       |                 |                                   |               |
| 18 | 2             | "それぞれが進む道" "Unbound"                                          | Stephen Surjik  | Tania Lotia                       | 2023年6月29日 |
| イェネファーとシリは身をやつしてアレツザに向かう。シリは予知の頻度が上がり、行動を抑えきれない。ゲラルトは探偵のコドリンガーとフェンからリエンスの黒幕について聞き、一人ヴォルペンに入る。少女たちの肉体を溶かす人体実験で作られた多肢の怪物を倒し、シリを名乗る少女を救い出す。リエンスはコドリンガーとフェンを殺す。フリンギラはニルフガード軍から逃げる。ヴィルゲフォルツはティサイアと恋仲になっている。 |               |                                                                       |                 |                                   |               |
| 19 | 3             | "再会" "Reunion"                                                      | Gandja Monteiro | Haily Hall                        | 2023年6月29日 |
| イェネファーはアレツザに着き、ティサイアにシリの保護を求めるも、シリは逃げ出す。ゲラルトはシリと名乗る少女をドルイドのアニカに治療させようとする。少女はテリンと名乗り、魔法に操られてゲラルトらを襲う。ゲラルトはテリンをアニカに託し、アレツザに向かい、途中でシリに再会する。レダニア王はシリを引き渡す取引をニルフガードと結び、ディクストラとフィリパが警告する。ディクストラは王に影響を与えるヘドウィグ王妃を殺し、ラドヴィッド王子を脅す。ギャラテンはフランチェスカが北方攻略でなくシリを探しているとエムヒル皇帝に直訴する。カヒルは皇帝の示唆で友であるギャラテンを殺す。 |               |                                                                       |                 |                                   |               |
| 20 | 4             | "招待状" "The Invitation"                                             | Gandja Monteiro | Rae Benjamin                      | 2023年6月29日 |
| エムヒル皇帝はカヒルにフランチェスカ殺害を命じる。だがカヒルはフランチェスカにシリ捜索への協力を求める。ゲラルト、シリ、ヤスキエルは船でアレツザに向かう途中、怪物エシュナに襲われるも殺す。アレツザでは、ニルフガードに対抗して北方諸国を団結させるため、イェネファーが魔法協会の秘密会議を催す合意を得て、招待状を各地に送る。レダニアでの王妃の葬儀に赴き、レダニア王はフィリパだけでなくディクストラとラドヴィッド王子の秘密会議出席を命じる。イェネファーは帰途、ゲラルトの幻影に襲われて「門」の汚染を知る。イェネファーとゲラルトは再会し、リエンスの黒幕がストレゴボルだと疑う。トリスとイストレッドは半エルフの見習いたちが失踪し「一枚岩の本」が失われている事件を調査する。ラドヴィッド王子はヤスキエルとシリの隠れ家を突き止めて来て、ヤスキエルと王子はキスをする。アレツザでは秘密会議の前夜に祝宴が開かれる。 |               |                                                                       |                 |                                   |               |
| 21 | 5             | "祝宴にうごめく影" "The Art of Illusion"                              | Loni Peristere  | Clare Higgins                     | 2023年6月29日 |
| アレツザでは祝宴が催され、人々は互いの腹の内を探り合う。トリスとイストレッドは、時空間移動を可能にする「一枚岩の本」をストレゴボルが盗み隠しているとの疑いをイェネファーに伝える。ゲラルトとイストレッドはイェネファーをめぐって喧嘩をするふりをして注目を集め、その隙にイェネファーがストレゴボルの部屋に忍び込む。「一枚岩の本」と半エルフの見習いを誘拐した証拠が見つかってティサイアがストレゴボルを逮捕する。だが祝宴の後、ゲラルトとイェネファーは聞き集めたことを総合し、ストレゴボルではなくヴィルゲフォルツとリディアがニエンスの黒幕であると思い当たる。ディクストラがゲラルトを待ち伏せする。 |               |                                                                       |                 |                                   |               |
| 22 | 6             | "不測の事態" "Everybody Has a Plan 'til They Get Punched in the Face" | Loni Peristere  | Javier Grillo-Marxuach            | 2023年7月27日 |
| ディクストラとフィリパはクーデターを起こしヴィルゲフォルツらを拘束するもティサイアが解放する。ヴィルゲフォルツはティサイアを裏切り、フランチェスカ、フリンギラ、カヒルの率いるエルフ軍やニルフガード軍をアレツザに引き入れる。絶望したティサイアは「アルズールの雷撃」でアレツザ内の多くを殺す。ヴィルゲホルツは「一枚岩の本」を奪う。イェネファーはシリを探してアレツザを脱出し、追ってきたリディアはトリスに殺される。ゲラルトがイェネファーとシリに再会してリエンスを殺す。イェネファーはティサイアを救うためアレツザへ戻る。ヴィルゲホルツがゲラルトを倒すも、シリが強大な力を発揮してヴィルゲホルツを倒し、ツバメの塔を破壊する。魔法協会、エルフ軍、ニルフガード軍とも多くの死者を出す。 |               |                                                                       |                 |                                   |               |
| 23 | 7             | "待ち受ける苦難" "Out of the Fire, Into the Frying Pan"               | Bola Ogun       | Matthew D'Ambrosio                | 2023年7月27日 |
| シリは一人砂漠に転送され、水と食べ物を求めて彷徨う。伝説の獣ユニコーンに遭遇して旅を共にする。かつて火刑に処された半エルフの王女ファルカを含む様々な幻覚を見る。怪物に襲われユニコーンが傷を負い、ファルカはシリが危険な火の魔法を使って治療するよう説得する。シリは強力な幻覚に圧倒されて魔力を放棄するも意識を失い、目覚めると賞金稼ぎに囲まれている。ヤスキエルは破壊しつくされたアレツザに入り、ラドヴィッド王子とイェネファーに再会する。重傷を負ったゲラルトはトリスによってブロキロンに連れて行かれ、ドリュアド（木の精）に介抱される。ヤスキエルはブロキロンを訪れて弱ったゲラルトに再会し、シリがニルフガードに向かっているという噂を伝える。 |               |                                                                       |                 |                                   |               |
| 24 | 8             | "混乱の代償" "The Cost of Chaos"                                      | Bola Ogun       | Mike Ostrowski & Troy Dangerfield | 2023年7月27日 |
| イェネファーら魔法協会の生き残りはシリを探してヴィルゲフォルツの城に入り、誘拐された見習いたちの死体を見つける。フィリパはアレツザの崩壊をティサイアのせいだと責める。アレツザに戻り、罪悪感からティサイアは自殺する。イェネファーはブロキロンの森に行ってゲラルトを治療する。ゲラルトはヤスキエル、弓の名手ミルヴァとともに、シリを見つけ救い出すために出発する。イェネファーはアレツザに戻り、ヴィルゲフォルツへの復讐を誓う。レダニアでは、ヴィジミール王がアレツザでのクーデターの失敗をフィリパに帰し、ディクストラに殺害を命じる。だがフィリパは王を暗殺させ、ラドヴィッド王子を王座に着ける。フリンギラとフランチェスカはニルフガードに着き皇帝エムヒルに面会し、エルフ軍に北方諸国での戦いを命じられる。エムヒルの命令で我が子が殺したとフリンギラに聞かされ、フランチェスカは復讐を誓って宮廷を去る。シリを装うテリンがニルフガード宮廷に着き、ヴィルゲフォルツとエムヒルに歓迎される。シリは盗賊団により賞金稼ぎの集団から救われ、ファルカと名乗る。 |               |                                                                       |                 |                                   |               |

## スピンオフ
いずれもNetflix配信である。

### メイキング
2020年8月26日、メイキング『ザ・ウィッチャー: 制作の舞台裏』が配信開始された。
また2020年9月2日、8話からなるメイキングシリーズ『ウィッチャー: エピソード撮影現場に密着』が配信された。
2021年12月17日には、『ウィッチャー: シーズン2より 制作の舞台裏』が配信された。

### コレクション
2021年12月17日には、シーズン1総集編である『ウィッチャー: シーズン1総集編 物語の始まり』、ウィッチャーの故郷ケィア・モルヘンの暖炉を映す環境映像の『ウィッチャー: 暖炉』、『ウィッチャー: 怪物図鑑』シーズン1 第1章および第2章、エルフ、ドワーフ、魔法使い、ウィッチャーらを紹介する『大陸のキャラクターたち』が配信された。
2022年8月23日には『ウィッチャー: 怪物図鑑』シーズン2が配信された。

### 前日譚
ゲラルトの時代の1200年前を舞台にした実写ミニシリーズ『ウィッチャー 血の起源』"The Witcher: Blood Origins"が2022年12月25日に配信された。このメイキングである『ウィッチャー 血の起源: 製作の舞台裏』もまた同日配信された。

### アニメーション
ゲラルトの師に焦点を当てたアニメーション『ウィッチャー 狼の悪夢』("The Witcher: Nightmare of the Wolf")および『ウィッチャー 狼の悪夢 怪物図鑑』が2021年8月23日に配信された。
さらに、『ウィッチャー 深海のセイレーン』(The Witcher: Sirens of the Deep)の公開が予定されている。